# Skeldar V-150
Skeldar V-150 – szwedzki, bezzałogowy śmigłowiec rozpoznawczy (UAV, ang. Unmanned Aerial Vehicle) wyprodukowany przez firmę Saab.
Skeldar jest demonstratorem technologii jakie mają zostać użyte podczas budowy docelowego bezzałogowego aparatu latającego. Może być wykorzystywany zarówno w misjach cywilnych (patrolowanie wyznaczonych obszarów, misje poszukiwawczo-ratownicze, wykrywanie zagrożeń), jak i zadań wojskowych (wykrywanie i wskazywanie celów, misje zwiadowczo-rozpoznawcze, walka radioelektroniczna, wykrywanie źródeł promieniowania radarowego). Skeldar może być wyposażony w laserowy dalmierz/wskaźnik celów, radar z syntetyczną aperturą, układ FLIR i głowicę optoelektroniczną. Śmigłowiec może przekazywać obraz z kamer w czasie rzeczywistym. Aparat może wykonywać misje w pełni autonomicznie (włącznie z samodzielnym startem i lądowaniem) dzięki bezwładnościowemu systemowi nawigacyjnemu i odbiornikowi GPS. Skeldar może operować z pokładów okrętów, nie jest jednak przeznaczony do produkcji seryjnej, a jedynie ma służyć sprawdzeniu w praktyce przyjętych założeń konstrukcyjnych.